# Miss Perú 1956
El Miss Perú 1956 fue la cuarta (4º) edición del certamen de belleza Miss Perú, se realizó el 9 de julio de 1956 en el Teatro Municipal de Lima, Perú. Ese año 15 candidatas compitieron por la corona nacional.
La ganadora al final del evento fue Lola Sabogal Morzán, quien representó a Perú en el Miss Universo 1956, siendo la tercera peruana de la historia en clasificar a las semifinales del certamen internacional.

## Resultados
| Posiciones     | Candidata                                                                                               |
| Miss Perú 1956 | - Callao - Lola Sabogal Morzán                                                                          |
| 1ª Finalista   | - Huánuco - Rosario Ponce                                                                               |
| 2ª Finalista   | - Piura - Violeta Seminario                                                                             |
| Top 7          | - Perú USA - Edith Beck - Arequipa - Alicia Lizárraga - Moquegua - Nancy Eguren - Loreto - Elena Fateil |

## Premios Especiales
- Miss Fotogénica - Callao - Lola Sabogal
- Miss Simpatía - Amazonas - Luzmila Duarte
- Miss Elegancia - Huánuco - Rosario Ponce

## Candidatas
Las candidatas del Miss Perú 1956 fueron:
| - Amazonas - Luzmila Duarte - Apurímac - Edda Barbis - Arequipa - Alicia Lizárraga - Ayacucho - Teresa Villa - Callao - Lola Sabogal - Huánuco - Rosario Ponce - Ica - Rosario Salcedo - Lima - Silvia Kessel | - Loreto - Elena Fateil - Madre de Dios - Chichi Santana - Moquegua - Nancy Eguren - Perú USA - Edith Beck - Piura - Violeta Seminario - San Martín – Maggie Seoane - Tacna - Teresa García |